# افلاند (کارولینای شمالی)
افلاند (به انگلیسی: Efland) شهری در ایالت کارولینای شمالی کشور ایالات متحده آمریکا است که جمعیت آن در سرشماری سال ۲۰۱۰ میلادی، ۷۳۴ نفر بوده‌است.